# Peter Sundelin
Peter Nils Sundelin (Nacka, 13 de enero de 1947) es un deportista sueco que compitió en vela en las clases 5.5 Metre y Star. Es hermano de los también regatistas Ulf y Jörgen Sundelin.
Participó en cuatro Juegos Olímpicos de Verano entre los años 1968 y 1980, obteniendo una medalla de oro en México 1968 en la clase 5.5 Metre. Ganó una medalla de plata en el Campeonato Europeo de Star de 1978.

## Palmarés internacional
| Juegos Olímpicos | Juegos Olímpicos          | Juegos Olímpicos | Juegos Olímpicos |
| Año              | Lugar                     | Medalla          | Clase            |
| ---------------- | ------------------------- | ---------------- | ---------------- |
| 1968             | Ciudad de México (México) | Medalla de oro   | 5.5 Metre        |

| Campeonato Europeo | Campeonato Europeo       | Campeonato Europeo | Campeonato Europeo |
| Año                | Lugar                    | Medalla            | Clase              |
| ------------------ | ------------------------ | ------------------ | ------------------ |
| 1978               | Medemblik (Países Bajos) | Medalla de plata   | Star               |